# Tatsuya Ueda
Tatsuya Ueda (上田 竜也?, Ueda Tatsuya; Kanagawa, 4 ottobre 1983) è un cantautore, attore e conduttore televisivo giapponese.
Fa parte del gruppo idol J-pop KAT-TUN; è nell'agenzia scopritrice di talenti Johnny & Associates a partire dal 1998. 
Entra nei KAT-TUN nel 2001; nel 2008 tiene la sua prima tournée da solista.
Nel 2009 interpreta il ruolo di Romeo al Globe Theatre di Tokyo.
Oltre a cantare, suona anche il pianoforte.

## Filmografia
- 2000 - Kowai Nichiyoubi (NTV, episode 8, episode 15)
- 2001 - Shijou Saiyaku no Date
- 2009 - Konkatsu! (Fuji TV) - Kuniyasu Amamiya
- Runaway - Aisuru kimi no tame ni (ランナウェイ～愛する君のために?) (2011)
- 2012 - Boys on the Run (TV Asahi) - Andou Ryuu
- 2013 - Eien no Zero